# Kōdai Satō
Kōdai Satō (japanisch 佐藤 幸大 Satō Kōdai; * 24. August 1985 in der Präfektur Miyagi) ist ein ehemaliger japanischer Fußballspieler.

## Karriere
Satō erlernte das Fußballspielen in der Schulmannschaft der Sendai Ikuei High School und der Universitätsmannschaft der Fuji-Universität. Seinen ersten Vertrag unterschrieb er 2008 bei NEC Tokin FC. 2012 wechselte er zum Ligakonkurrenten Grulla Morioka. Am Ende der Saison 2013 stieg der Verein in die J3 League auf. 2015 wechselte er zu Vanraure Hachinohe. Ende 2015 beendete er seine Karriere als Fußballspieler.